# バーンナー郡
座標: 北緯14度16分0秒 東経101度3分41秒 / 北緯14.26667度 東経101.06139度
バーンナー郡（バーンナーぐん）はタイ中部・ナコーンナーヨック県の郡（アムプー）。

## 名称
バーンナーとは「田んぼの村」という意味である。

## 歴史
アユタヤ王朝時代、タムボン・パーカの村人は象狩り師 (กองโพนช้าง) とよばれ、とった象を戦象として用いていた。
バーンナー郡が設立されたのは1903年のことであり、当初の名はターチャーン郡であった。郡庁はタムボン・バーンオーにあったが交通の便が悪く洪水の被害が大きかったので1965年スワンナソーン通り近くに移転した。
ナコーンナーヨック県は一時期降格されたときがあったがその時はバーンナー郡はサラブリー県に属していた。1946年5月9日ナコーンナーヨック県が再建されると、バーンナー郡も元のナコーンナーヨック県の郡に戻った。

## 地理
ナコーンナーヨック川の水系の川が形成した平地にある。市内の主な水源はバーンナー運河である。郡北部はやや山がちになっている。
東西に国道33号線が通っており、東にナコーンナーヨック、西にノーンケー方面とつながっている。国道3222号線が北に延びており、ケンコーイ方面とつながっている。

## 経済
主な産業は農業である。コメ、野菜類、ココヤシなどが生産されている。

## 行政区分
郡は10のタムボンに分かれ、さらにその下位に117の村（ムーバーン）がある。自治体（テーサバーン）があり以下のようになっている。
- テーサバーンタムボン・バーンナー・・・タムボン・バーンナー、タムボン・ピクンオークの一部

また、10のタムボン行政体（オンカーンボーリハーンスワンタムボン）が設置されている。
1. タムボン・バーンナー・・・ตำบลบ้านนา
2. タムボン・バーンプラーオ・・・ตำบลบ้านพร้าว
3. タムボン・バーンプリック・・・ตำบลบ้านพริก
4. タムボン・アーサー・・・ตำบลอาษา
5. タムボン・トーンラーン・・・ตำบลทองหลาง
6. タムボン・バーンオー・・・ตำบลบางอ้อ
7. タムボン・ピクンオーク・・・ตำบลพิกุลออก
8. タムボン・パーカ・・・ตำบลป่าขะ
9. タムボン・カオプーム・・・ตำบลเขาเพิ่ม
10. タムボン・シーカアーン・・・ตำบลศรีกะอาง